# Andrzej Kucharski (inżynier)
Andrzej Antoni Kucharski (ur. 1964) – polski inżynier elektronik. Absolwent Politechniki Wrocławskiej. Od 2014 r. profesor na Wydziale Elektroniki Politechniki Wrocławskiej. Od 2021 pełni funkcję dziekana Wydziału Informatyki i Telekomunikacji.